# Elysius sebrus
Elysius sebrus är en fjärilsart som beskrevs av Druce 1899. Elysius sebrus ingår i släktet Elysius och familjen björnspinnare. Inga underarter finns listade i Catalogue of Life.